# エフビー介護サービス
エフビー介護サービス株式会社（エフビーかいごサービス、FB CARE SERVICE CO.,LTD.）は、長野県佐久市に本社を置き、グループホームや有料老人ホーム事業などを手がける企業。東京証券取引所スタンダード市場上場。

## 概要
1987年4月に、インテリア商品、宝飾品、衣料品等の卸並びに販売を目的としてエフビー信州株式会社として設立。現在行っている介護事業は2000年4月に開始しており、長野県内はもちろんのこと、新潟県、群馬県、栃木県、埼玉県にて介護保険法に基づく福祉用具貸与・販売、居宅介護支援や介護付き有料老人ホーム、住宅型有料老人ホーム、グループホーム、小規模多機能型居宅介護、看護小規模多機能型居宅介護、デイサービス、訪問介護、訪問看護、介護保険外サービスを手掛けている。
2022年11月には、東京都多摩地域を地盤とする株式会社シルバーアシストを完全子会社化した。エフビー介護サービスは、シルバーアシストを子会社化したのを機に、南関東への本格進出を図る。

## 沿革
- 1987年4月 - エフビー信州株式会社として設立。
- 2000年4月 - 介護事業を開始。
- 2002年10月 - 商号をエフビー介護サービス株式会社へ変更。
- 2012年4月 - 本社を現在地へ移転。
- 2014年
  - 1月 - ルルパ株式会社を設立。
  - 9月 - 有限会社アシストハウスを子会社化。
- 2015年2月 - 株式会社スマイル薬局を設立。
- 2017年4月 - 有限会社アシストハウスを株式会社に改組した上で、商号を株式会社エフビーアシストへ変更。
- 2018年4月 - エフビーアシストを吸収合併。
- 2022年
  - 4月 - 東京証券取引所スタンダード市場に株式を上場。
  - 7月 - スマイル薬局の全株式を譲渡[7]。
  - 11月 - 株式会社シルバーアシストを子会社化[5]。
- 2023年7月 - スマートケアタウン株式会社を子会社化[8]。

## 子会社
- ルルパ株式会社
- 株式会社シルバーアシスト
- スマートケアタウン株式会社